# 院内交渉団体
院内交渉団体（いんないこうしょうだんたい）とは、参議院において国会の本会議での代表質問権などを持っている会派のこと。

## 概要
会派が、通常国会では5名以上、臨時国会と特別国会では10名以上の国会議員で構成されていることが要件となる。議院運営委員会に理事を出せるのもこの院内交渉団体だけである。
党首討論に参加できるのも、2014年（平成26年）現在では院内交渉団体の代表者のみに事実上制限されている。日本共産党や社会民主党はこれを不当なものとして制限撤廃を要求している。しかし党首討論開始当初はこの院内交渉団体の党首のみというルールが確立していなかったことや、10名未満の野党会派が二院クラブだけだったこともあり、両党とも議員数が10人を切るまではこうした要求は行っていなかった。そのため与党側にはこれを身勝手な要求と見る向きもある。ちなみに共産党は2013年（平成25年）の第23回通常選挙で参議院議員が11名となり院内交渉団体の地位を回復している。